# Norfolki kea
A norfolki kea (Nestor productus) a papagájalakúak (Psittaciformes) rendjébe, a bagolypapagáj-félék (Strigopoidea) öregcsaládjába tartozott kihalt faj. A Norfolk-sziget és a közeli Fülöp-sziget sziklái és fakoronái közt élt (utóbbi szintén a Norfolk-szigetcsoport tagja, nem azonos a Fülöp-szigetekkel).
Az európaiak megérkezése előtt a sziget hegyi erdőségeiben elterjedt madárnak számított. A parti kea (maori nevén kākā) rokona volt.

## Taxonómiája
A norfolki keát elsőként John Gould írta le 1836-ban, Plyctolophus productus néven.

## Megjelenése
Körülbelül 38 centiméter hosszú, barnás–narancsos tollazatú madár volt.

## Felfedezése

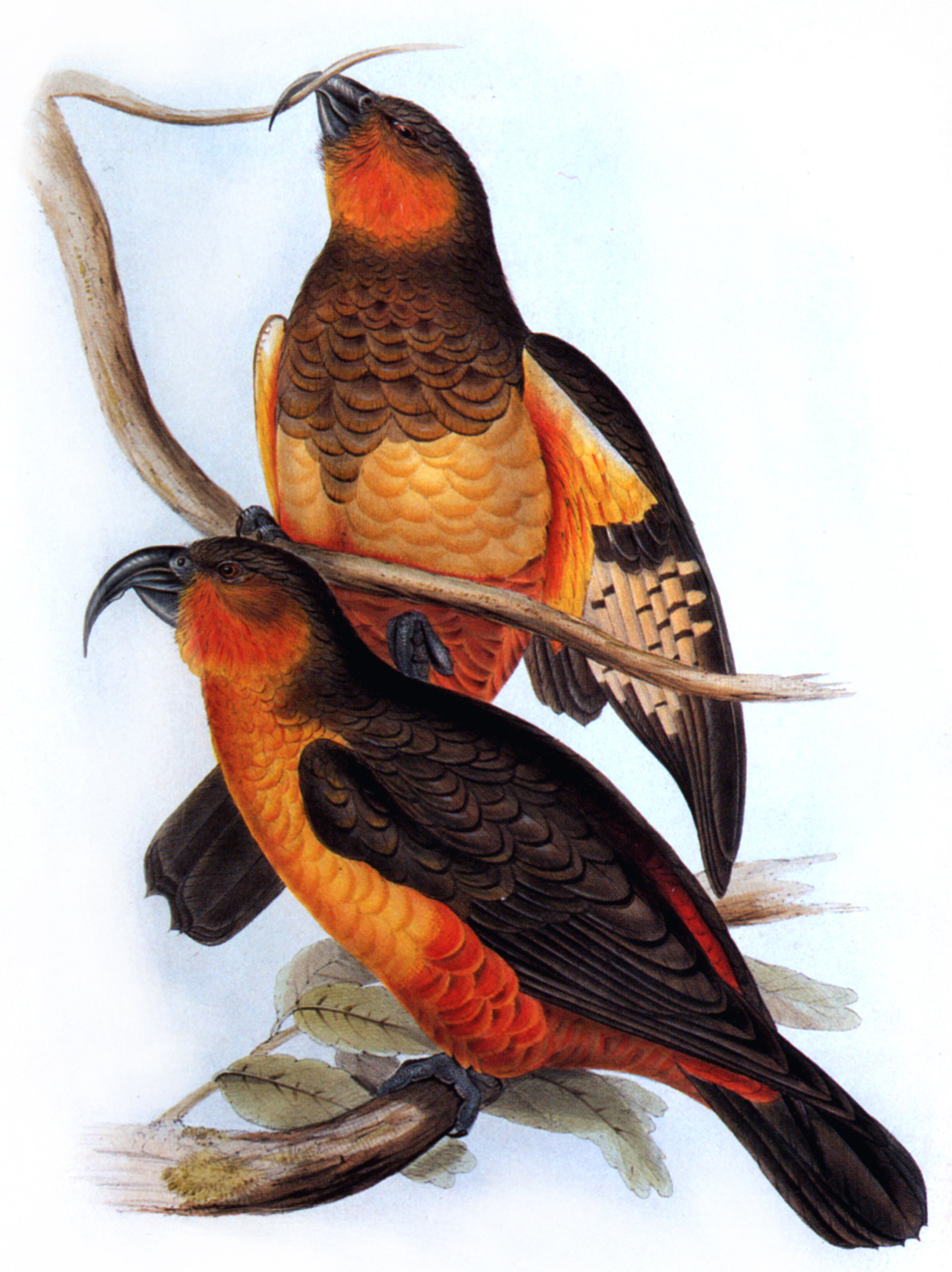
John Gould festménye

Először Johann Reinhold Forster természettudós és fia, Georg írta le a madarat, miután James Cook 1774. október 10-én felfedezte a Norfolk-szigetet. Sajnos a leírás csak 1844-ben jelent meg. 1790 körül John Hunter ábrázolt egy Solanum aviculare fán ülő madarat.
A madarat John Gould írta le hivatalosan 1836-ban, a Londoni Zoológiai Társaság (Zoological Society of London) mintapéldánya alapján. Eredetileg a Norfolk-szigeti és Fülöp-szigeti példányt két külön fajnak tekintették: Nestor norfolcensis (August von Pelzeln írta le 1860-ban), illetve Nestor productus; azonban közvetlen összehasonlításuk megmutatta, hogy ugyanazon faj egyedeiről van szó.

## Kihalása
A szigeten élő polinézek már az európaiak megérkezése előtt vadásztak a nesztorpapagájra, mert szerették a húsát. Az első telepesek 1788-ban érkeztek, és ők már nemcsak ennivalónak vadászták, hanem csapdákkal is, hogy kisállatként tartsák. A faj populációja erősen szenvedett, amikor 1788 és 1814 között büntetőtelepet tartottak a szigeten, majd 1825 és 1854 között, amikor ezt megismételték. A faj valószínűleg a 19. század elején, valamikor a második büntető kolónia idején halt ki a vadonban. 
Abel D.W. Best nem rögzítette sem a Norfolk-, sem a Fülöp-szigeten, 1838/1839-ben írt naplójában. Best példányokat gyűjtött az ornitológia számára, beleértve a Norfolk-szigeti kecskepapagájt is (amit ő „lórinak” nevezett hasonló alakja miatt); ezért nehéz elhinni, hogy ne dokumentálta volna ezt a sokkal vonzóbb madarat, ha még látott volna keát.
Megritkulásának gyors ütemét jól szemlélteti, hogy a fajt 1836-ban fedezték fel és 1851-ben az utolsó ismert egyede (amelyik egy Londonban élő kalitkamadár volt) is elpusztult. Legalább tizenhat példány maradványait sikerült megőrizni.

## Fordítás
- Ez a szócikk részben vagy egészben  a   Norfolk Kaka című angol Wikipédia-szócikk fordításán alapul.  Az eredeti cikk szerkesztőit annak laptörténete sorolja fel. Ez a jelzés csupán a megfogalmazás eredetét és a szerzői jogokat jelzi, nem szolgál a cikkben szereplő információk forrásmegjelöléseként.